# Pedinopleura australiensis
Pedinopleura australiensis är en stekelart som beskrevs av Donald L.J. Quicke och Ingram 1993. Pedinopleura australiensis ingår i släktet Pedinopleura och familjen bracksteklar. Inga underarter finns listade i Catalogue of Life.